# Gaston Chevrolet
Pour les articles homonymes, voir Chevrolet (homonymie).

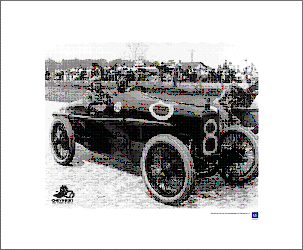
Gaston Chevrolet vainqueur à Sheepshead Bay sur Monroe/Frontenac no 8 en 1919.

Gaston Chevrolet, né le 4 octobre 1892 à Beaune en Côte-d'Or et mort le 25 novembre 1920 à Beverly Hills dans l'État américain de Californie, est un entrepreneur et pilote automobile suisse et, à partir de 1915, américain.
Il a notamment remporté les 500 miles d'Indianapolis en 1920 sous les couleurs de la France, officiellement pour les autorités compétentes américaines.

## Biographie
Né en France de parents suisses, Gaston Chevrolet quitte la France en 1902 pour rejoindre les États-Unis en compagnie de son frère aîné Arthur, à l'invitation de son autre frère Louis, futur fondateur de la marque automobile Chevrolet et qui commence à se bâtir une réputation dans le milieu de l'automobile. 
Après la vente par Louis de ses parts dans Chevrolet en 1913, les trois frères Chevrolet montent une nouvelle marque, Frontenac, qu'ils engagent en compétition. 
Après avoir échoué à se qualifier pour l'édition 1916 des 500 miles d'Indianapolis, Gaston effectue ses grands débuts dans la célèbre épreuve en 1919 et se classe à une belle dixième place. L'année suivante, il remporte l'épreuve et met ainsi fin à plusieurs années de domination des voitures européennes. Mais il se tue quelques mois plus tard lors d'une course sur le Beverly Hills Speedway, alors qu'il est désigné Champion 1920 à titre posthume du National Championship sur Monroe (en)/Frontenac,, sur décision des secrétaires de l'AAA Val Haresnape et Arthur Means en 1927 devant Tommy Milton (et troisième en 1919, Louis Chevrolet ayant été quant à lui désigné -toujours en 1927- vice-champion AAA pour les années 1917 et 1918, après l'avoir effectivement été en 1905).
En 2002, Gaston Chevrolet est admis au Temple américain de la renommée du sport automobile.

## Autres victoires en AAA American Championship
(pour un total de quinze courses disputées entre 1917 et 1920, toutes sur Frontenac)
- 1919 : cinquième et sixième courses de Sheepshead Bay (en) ;
- 1919 : septième course d'Uniontown.

### Liens externes

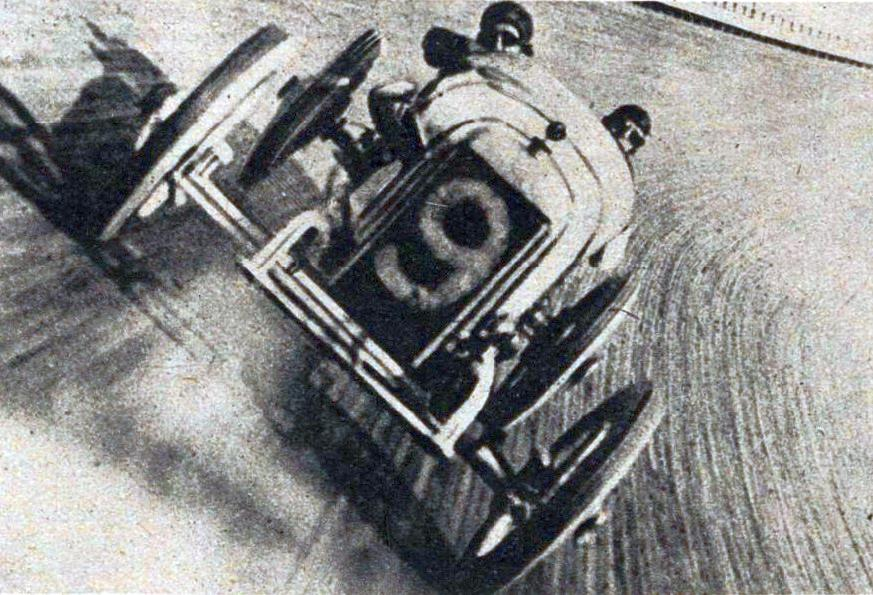
Gaston Chevrolet sur l'autodrome de Los Angeles, quelques instants avant sa collision fatale avec Eddie O'Donnell.